# Єфремова Антоніна Олександрівна
Антоні́на Олекса́ндрівна Єфре́мова (* 1981) — українська спортсменка-спринтерка, майстриня спорту міжнародного класу з легкої атлетики, переможниця Всесвітньої універсіади, чемпіонка Європи, рекордсменка України.

## Життєпис
Досягла півфіналу на чемпіонаті світу 2000 року серед юніорів.
Завоювала золоту медаль на чемпіонаті Європи 2001 року-U23. Зайняла шосте місце на Чемпіонаті Європи 2002 року.
На Чемпіонаті України з легкої атлетики-2002 представляла Донецьку область і здобула золоту медаль на дистанції 400 метрів.
В естафеті 4х400 метрів фінішувала п'ятою на чемпіонаті світу 2002 року.
На Чемпіонаті України з легкої атлетики-2003 знову здобула золоту медаль в бігу на 400 метрів.
Посіла четверте місце на Чемпіонаті світу 2003 року; змагалася на Чемпіонаті світу в приміщенні-2003.
На літніх Олімпійських іграх-2004 в естафеті 4х400 метрів у другому забігу команда посіла сьоме місце — Олександра Рижкова, Оксана Ілюшкіна, Антоніна Єфремова, Наталія Пигида.
Виграла бронзову медаль на Літній Універсіаді-2005.
Змагалася на чемпіонаті світу-2005, Олімпійських іграх-2008 і Чемпіонаті світу в приміщенні-2010.
Виграла золоту медаль на Літній Універсіаді-2007.
Посіла четверте місце на Чемпіонаті світу у приміщенні-2008.
На Чемпіонаті світу з легкої атлетики-2011 не пройшла тестування (виявили синтетичний тестостерон) і була дискваліфікована на два роки.
Найкращий особистий час — 50,70 секунди на 400 метрів (червень 2002 року) і 24,35 секунди — на 200 метрів (у приміщенні), досягнуто в лютому 2005 року в Сумах.